# Rheinkniebrücke

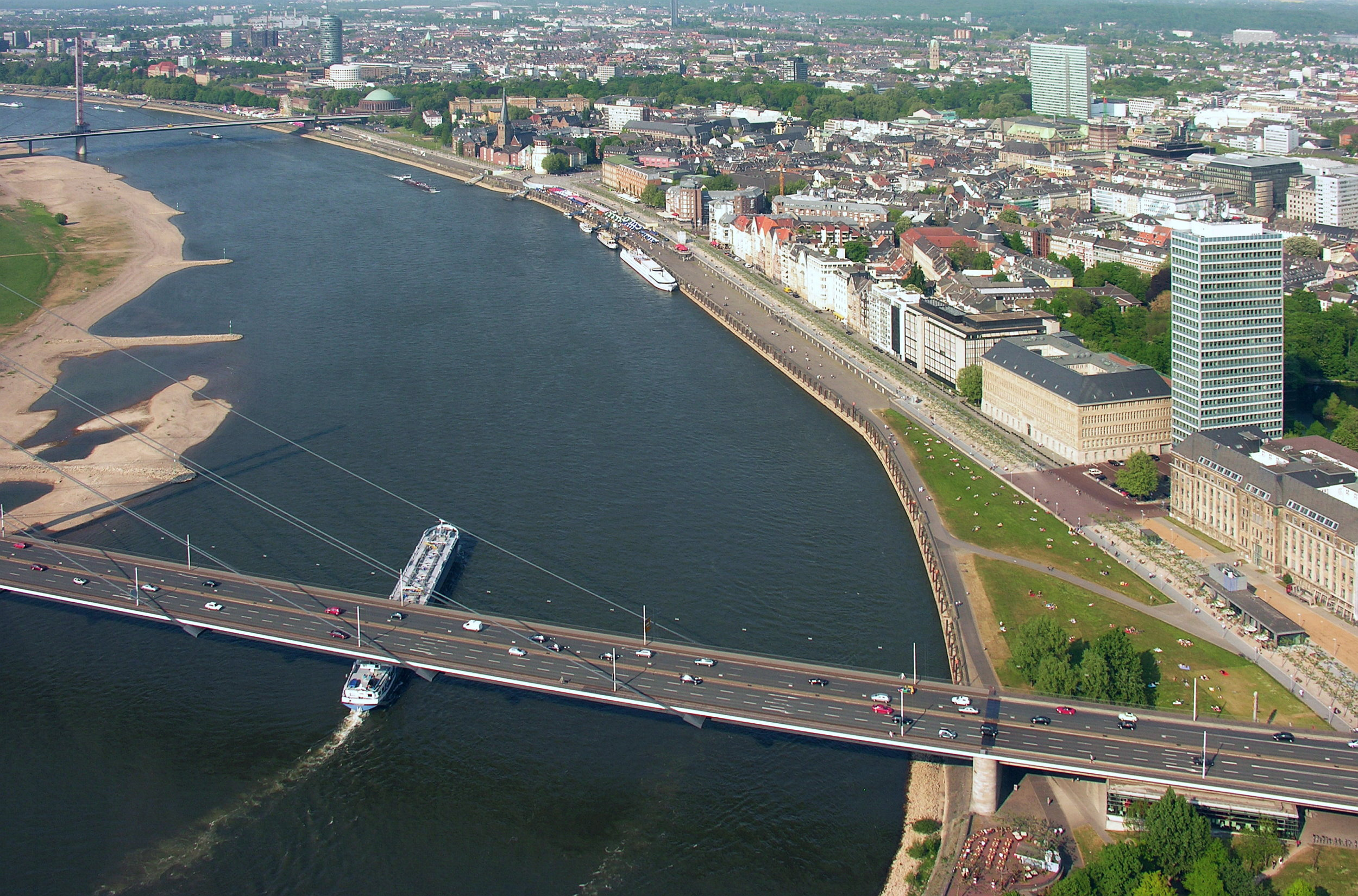
Rheinkniebrücke vom Rheinturm vor Rathausufer und Altstadt

Die Rheinkniebrücke ist eine am Rheinknie in Düsseldorf über den Rhein führende Schrägseilbrücke mit einer sechsstreifigen Kraftfahrstraße und zwei kombinierten Fuß- und Radwegen, die am 16. Oktober 1969 dem Verkehr übergeben wurde.

## Lage
Als eine von sieben Rheinbrücken im Düsseldorfer Stadtgebiet quert die Brücke den Rhein am Rheinknie bei Kilometer 743. Rechtsrheinisch liegt nördlich die Carlstadt, südlich der Stadtteil Unterbilk und erstreckt sich das Regierungsviertel Nordrhein-Westfalens. Linksrheinisch befindet sich der Stadtteil Oberkassel, an dessen Rheinufer nördlich der Brücke jährlich die Größte Kirmes am Rhein stattfindet. Die Rheinkniebrücke prägt zusammen mit den benachbarten Landtagsgebäude, Rheinturm und Stadttor das Stadtbild, insbesondere das südliche Ende der innerstädtischen Skyline aus der Perspektive des linken Rheinufers zwischen Oberkassel und Heerdt.
Zusammen mit der einen Kilometer stromabwärts liegenden Oberkasseler Brücke und der drei Kilometer stromabwärts liegenden Theodor-Heuss-Brücke bildet sie die ursprüngliche Düsseldorfer Brückenfamilie, welche die Entwicklung des Brückentyps der Schrägseilbrücke weltweit für viele Jahre maßgeblich beeinflusst hat. Die nächste Rheinbrücke stromaufwärts ist die Hammer Eisenbahnbrücke, welche südwestlich ca. 2,7 Kilometer Luftlinie entfernt liegt und über den Strom nach rund fünf Kilometer erreicht wird. An dieser Stelle gibt es seit 1870 eine Eisenbahnbrücke und zugleich die älteste feste Rheinbrücke Düsseldorfs.

## Beschreibung
Der gesamte Brückenzug einschließlich der Zufahrtsrampen und Verteilerfahrstreifen ist 1.519 Meter lang. Die eigentliche Schrägseilbrücke hat eine Länge von 561 Meter und ist 28,9 Meter breit. Sie hat einen einzigen Pylon mit zwei freistehenden, 114 Meter hohen senkrechten Stielen, der auf der linksrheinischen Seite am Ufer des Hochwasserbettes steht. Von jedem der Stiele sind vier harfenförmig angeordnete Seile zu dem zwischen den Stielen hängenden, durchgehenden Brückendeck gespannt. Das stählerne Brückendeck ist als orthotrope Platte konstruiert mit weit auskragenden Geh- und Radwegen, in deren Schatten der 3,40 Meter hohe Hauptträger möglichst schlank wirken soll. Die von dem Pylon über den Rhein reichende Hauptöffnung der Brücke hat eine Spannweite von 319 Meter, während der andere Teil über dem Hochwasserbett deutlich kürzer und unter den Seilverankerungen durch schmale Pfeiler abgestützt ist. Die Anordnung der Seile ist deshalb in Längsrichtung nicht symmetrisch, die Seile über dem Hochwasserbett sind deutlich steiler gespannt als die über der Hauptöffnung.
Die Straßenbrücke besitzt zwei Richtungsfahrbahnen mit je drei Fahrstreifen und an den Außenseiten je einen kombinierten Geh- und Radweg. Die Straßenbeleuchtung ist an einem Tragseil (Kettenwerk) zwischen weit auseinanderstehenden senkrechten Masten aufgehängt. Linksrheinisch führen die Hauptfahrbahnen in den Rheinalleetunnel, der eine Verbindung zur Bundesstraße 7 und im weiteren Verlauf Autobahn A 52 schafft. Als Teil des Brückenzuges zweigen auf der Oberkasseler Seite seitlich zwei gebogene Rampenbrücken ab, die eine Auffahrt in Verlängerung des Kaiser-Wilhelm-Ringes auf die Hauptbrücke und eine Abfahrt von der Hauptbrücke, die sich geradeaus in die Düsseldorfer Straße fortsetzt, ermöglichen. Auf der rechten Rheinseite endet der Brückenzug auf Höhe der Wasserstraße und stellt eine Verbindung in die Friedrichstadt und zu den dort in Nord-Süd-Richtung verlaufenden Durchgangsstraßen Elisabethstraße, Friedrichstraße und Corneliusstraße her. Rechtsrheinisch besitzt der Brückenzug ebenfalls zwei seitlich abzweigende Rampenbrücken, über die eine direkte Verbindung in den Rheinufertunnel und zur Stadtmitte besteht.

## Geschichte
Die Idee einer weiteren Ost-West-Verbindung über den Rhein bestand schon seit 1912. Damals hatten der Architekt Bruno Schmitz und der Bauingenieur Otto Blum in ihrem preisgekrönten Wettbewerbsentwurf zu einem Gesamtbebauungsplan für die Stadt Düsseldorf neun Rheinbrücken vorgeschlagen, so auch eine neue Brücke am Rheinknie, um die zukünftigen Ost-West-Verkehre Düsseldorfs abzuwickeln. In einer im Oktober 1951 vorgelegten Denkschrift Brücken für Düsseldorf stellte der Leiter des Düsseldorfer Stadtplanungsamtes und Architekt Friedrich Tamms konkrete Planungen über Brücken an, darunter auch für die im Arbeitstitel so bezeichnete „Kniebrücke“. Die Notwendigkeit der Brücke wurde mit dem stark anwachsenden Autoverkehr begründet. Zunächst wurde die von Fritz Leonhardt geplante und entsprechend den Vorstellungen von Tamms geänderte Theodor-Heuss-Brücke 1957 dem Verkehr übergeben. Anschließend beauftragte Tamms auch die Planung der Oberkasseler Brücke und der Rheinkniebrücke, wobei Fritz Leonhardt für die Rheinkniebrücke federführend war und sich der zuständige Dezernent als Architekt der formalen Gestaltung annahm. In den Jahren 1961–62 entstand eine zweite Denkschrift Brücken für Düsseldorf, in der die weiterentwickelte Planung und Verkehrsberechnung der „Kniebrücke“ präsentiert wurden. Da aus wirtschaftlichen Gründen für die erforderliche Spannweite nur eine Schrägseilbrücke in Frage kam und Tamms das Stadtbild nicht durch Pylone am rechten Ufer stören wollte, entschied man sich für eine einhüftige Brücke mit zwei Pylonstielen am linken Ufer („seilverspannte Balkenbrücke“). Die enge Verwandtschaft zwischen den drei Brücken ergab sich nicht nur aus der Zusammenarbeit aller Beteiligten in der kurzen Planungsperiode, sondern wurde von Tamms gefördert. Leonhardt hatte Pylonstiele aus Stahlbeton geplant, aufgrund eines Sondervorschlags der ausführenden Düsseldorfer Stahlbaufirma Hein, Lehmann & Co. AG wurden jedoch von Tamms noch überarbeitete stählerne Stäbe ausgeführt.
Der konkrete Beschluss zum Brückenbau wurde 1962 gefasst. Zur Durchführung der Gesamtplanung, die wegen der Nähe der Brücke zur Staatskanzlei des Landes Nordrhein-Westfalen in der Villa Horion mit der Landesregierung und dem damaligen Ministerpräsidenten Franz Meyers abgestimmt werden musste, wurde eine Umlegung nach dem damals neuen Bundesbaugesetz durchgeführt. Auf der Oberkasseler Seite stellte sich zudem das Problem der Belästigung der Anwohner auf der Rheinallee durch Lärm und Abgase, welches durch den Bau des Rheinalleetunnels gelöst wurde. Die Bauarbeiten begannen 1965 und am 16. Oktober 1969 wurde die Rheinkniebrücke als Schrägseilkonstruktion mit der damals längsten Hauptspannweite der Welt dem Verkehr übergeben.
1997 wurde rechtsrheinisch unmittelbar unter der Kniebrücke das Roncalli Apollo Varieté eröffnet. Eine Großzahl der Waschbetonsäulen unter der Rheinkniebrücke wurden mit schwarzen Strichfiguren des als „Sprayer von Zürich“ bekannt gewordenen Graffiti- und Streetart-Künstlers Harald Naegeli versehen.
2019 geriet die Kniebrücke in die Medien, weil die Stadtverwaltung Wackersteine unter die Brücke legen ließ, um die Nutzung der Brücke als Übernachtungsplatz für Obdachlose zu unterbinden.

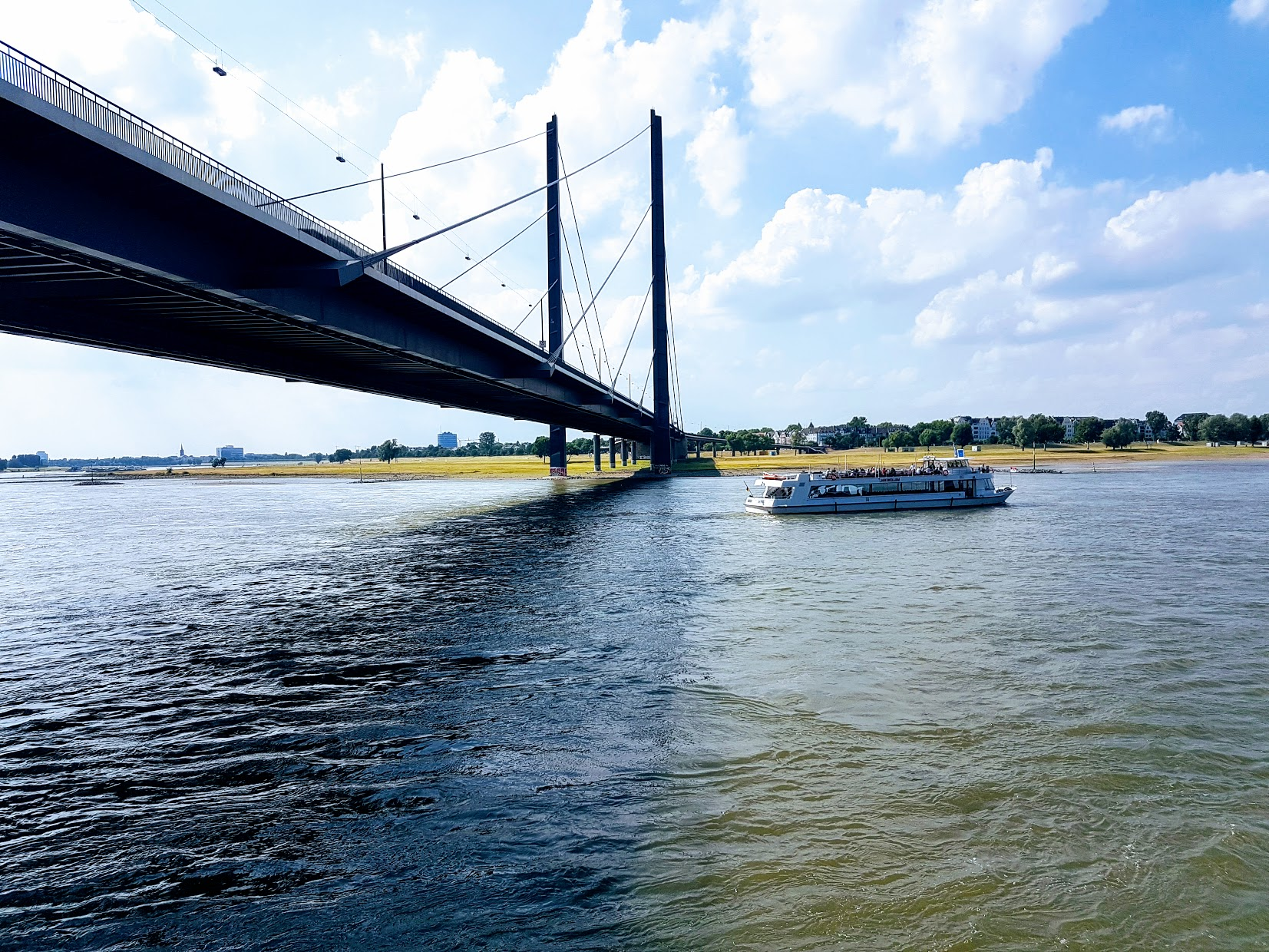
Rheinkniebrücke: Blick auf Oberkassel
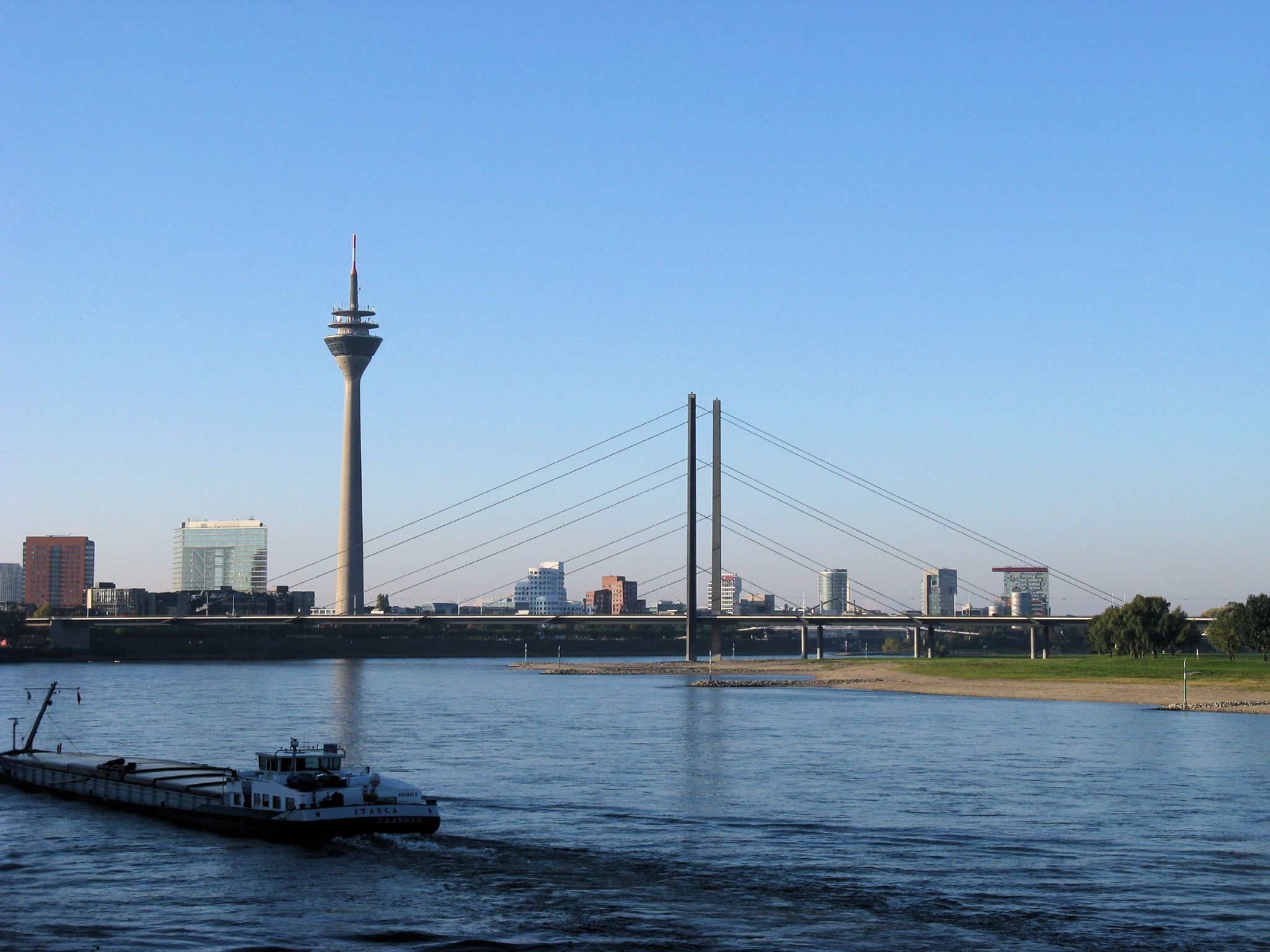
Die Rheinkniebrücke ist prägend für die Düsseldorfer Skyline
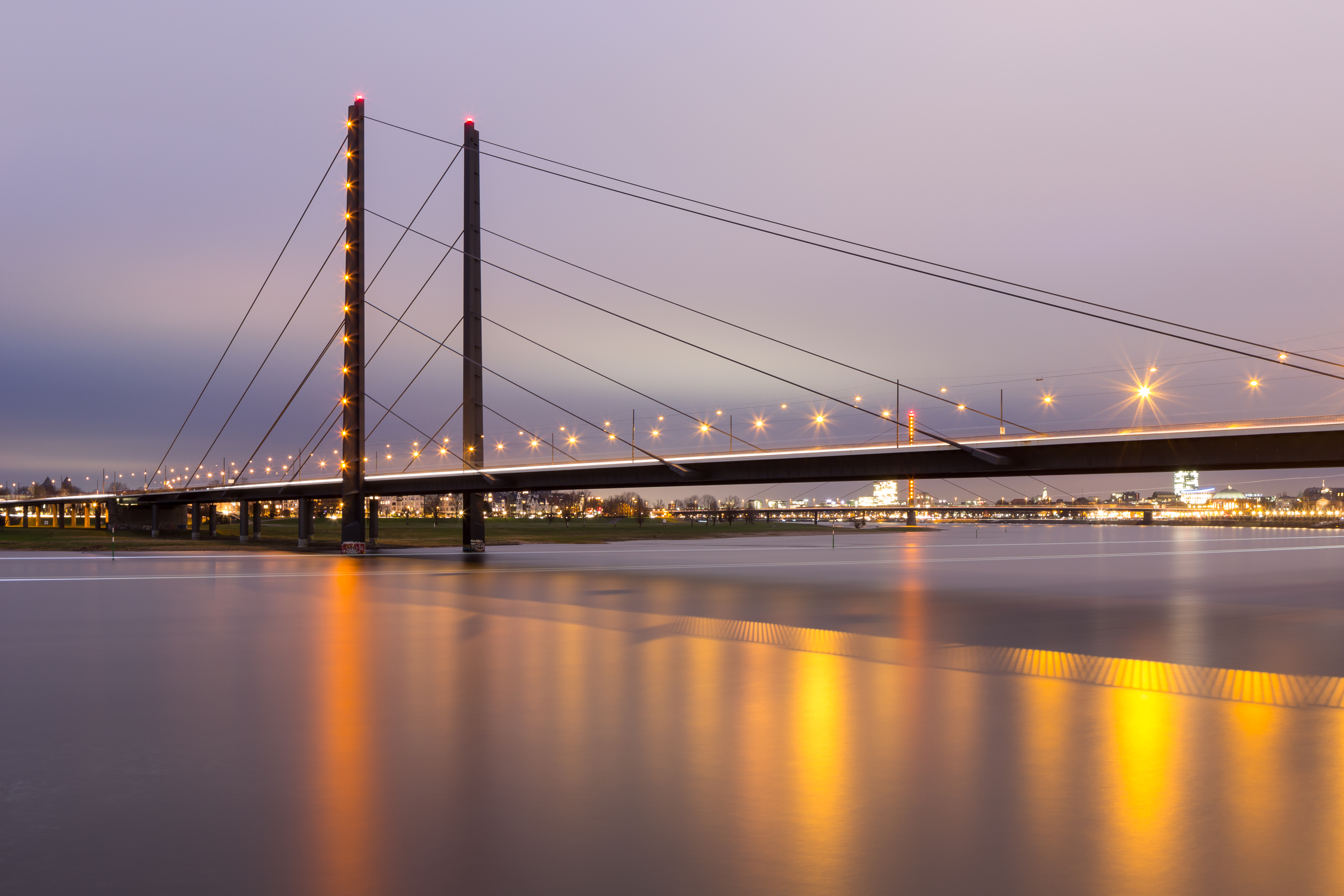
Düsseldorfer Rheinkniebrücke bei Nacht
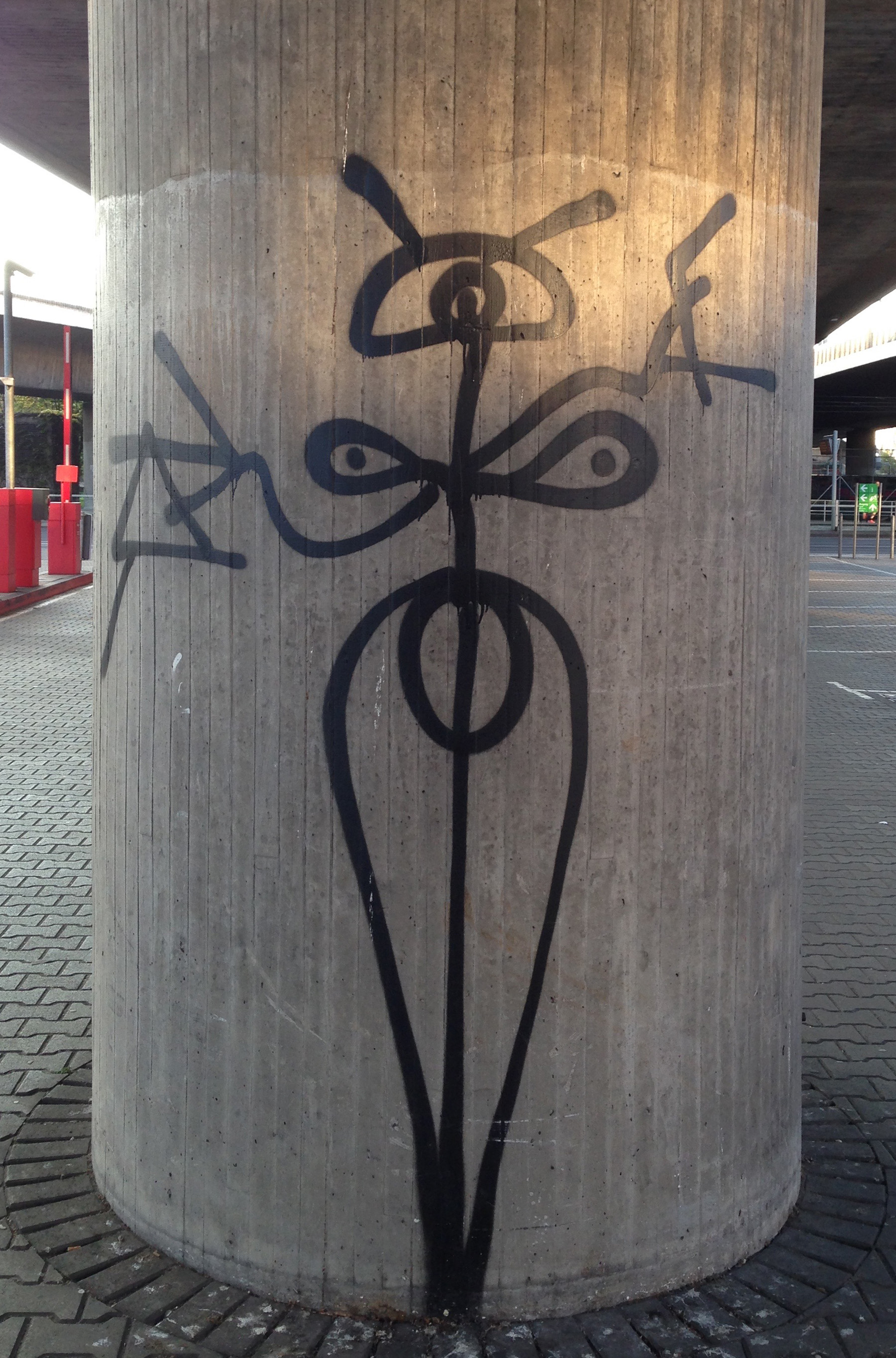
Strichfigur von Harald Naegeli